# Liste de tower defense
Cette liste des tower defense recense des jeux vidéo s'intégrant dans le genre du tower defense.
Pour un souci de cohérence, la liste utilise les noms français des jeux, si ce nom existe.
Cette liste ne recense que les jeux dont le principe fondamental est de type tower defense et pas les dérivés d'autres jeux, comme des cartes de jeux de STR éditées pour être jouées en mode TD.
- Haut – A
- B
- C
- D
- E
- F
- G
- H
- I
- J
- K
- L
- M
- N
- O
- P
- Q
- R
- S
- T
- U
- V
- W
- X
- Y
- Z

## A
- Age of Empires: Castle Siege
- Artisan TD
- Astérix : Totale Riposte

## B
- Bad Dinos
- Bloons TD
- Bot Squad, The: Puzzle Battles

## C
- CastleStorm
- Cows vs Vikings
- Crystal Defenders
- Canyon Defense

## D
- Dead Block
- Defenders of Ardania
- Defense Grid: The Awakening
- Defense Grid 2
- Defense Zone
- Defense Zone 2
- Defense Zone 3 HD
- Desktop Tower Defense
- Dillon's Dead-Heat Breakers
- Dillon's Rolling Western
- Dillon's Rolling Western: The Last Ranger
- Dungeon Defenders
- Dungeon of the Endless

## E
Pas d'entrée.

## F
- Fieldrunners
- Fieldrunners 2
- Final Fantasy Crystal Chronicles: My Life as a Darklord
- Fortnite : Sauver le monde
- Fortress

## G
- Gem Keeper
- GemCraft
- geoDefense
- geoDefense Swarm
- Gratuitous Space Battles

## H
- Has-Been Heroes
- Hypercharge: Unboxed

## I
- Iron Brigade
- Iron Grip: Warlord

## J
Pas d'entrée.

## K
- Kingdom Rush
- Krosmaga

## L
- Lock's Quest

## M
- Metal Slug Attack
- Metal Slug Defense
- Mindustry

## N
- Ninjatown

## O
- Oil Rush
- Orcs Must Die!
- Orcs Must Die! 2
- Orcs Must Die! Unchained
- OTTTD

## P
- PixelJunk Monsters
- PixelJunk Monsters 2
- Plantes contre zombies
- Plants vs. Zombies 2: It's About Time
- Plants vs. Zombies: Garden Warfare
- Plants vs. Zombies: Garden Warfare 2
- Poöf vs. The Cursed Kitty!

## Q
Pas d'entrée.

## R
- Rampart
- Ratchet and Clank: Q-Force
- Revenge of the Titans
- Rock of Ages
- Rock of Ages II: Bigger and Boulder
- Royal Revolt
- Royal Revolt 2

## S
- Sanctum
- Sanctum 2
- Sang-froid : Un conte de loups-garous
- Savage Moon
- Sol Survivor
- South Park: Let's Go Tower Defense Play!
- Space Run
- Space Run Galaxy
- Star Fox Guard
- Star Wars: Galactic Defense
- Starship Patrol
- SteamWorld Tower Defense
- Strikefleet Omega

## T
- TowerMadness
- TowerMadness 2
- Toy Soldiers
- Toy Soldiers: Cold War
- Toy Soldiers: War Chest

## U
- Unstoppable Gorg

## V
- Vector TD

## W
Pas d'entrée.

## X
- X-Morph: Defense

## Y
Pas d'entrée.

## Z
Pas d'entrée.
- Haut – A
- B
- C
- D
- E
- F
- G
- H
- I
- J
- K
- L
- M
- N
- O
- P
- Q
- R
- S
- T
- U
- V
- W
- X
- Y
- Z